# Liste der US-Open-Sieger (Herreneinzel)
Diese Liste enthält alle Finalisten im Herreneinzel bei den U.S. National Championships (bis 1969) und den US Open (seit 1968). Die meisten Titel mit jeweils sieben Siegen gewannen Richard Sears in den 1880er Jahren sowie William Larned und Bill Tilden in den 1920er Jahren. In der Open Era gewannen Jimmy Connors, Pete Sampras und Roger Federer jeweils fünf Titel. 85 der bisher 144 Veranstaltungen gewannen US-Amerikaner, gefolgt von 18 Siegen australischer Herren (Stand: 9. September 2024).
| Jahr                | Sieger                | Finalgegner            | Ergebnis                  |
| ------------------- | --------------------- | ---------------------- | ------------------------- |
| 1881                | Richard Sears         | William Glyn           | 6:0, 6:3, 6:2             |
| 1882                | Richard Sears         | Clarence Clark         | 6:1, 6:4, 6:0             |
| 1883                | Richard Sears         | James Dwight           | 6:2, 6:0, 9:7             |
| 1884                | Richard Sears         | Howard Taylor          | 6:0, 1:6, 6:0, 6:2        |
| 1885                | Richard Sears         | Godfrey Brinley        | 6:3, 4:6, 6:0, 6:3        |
| 1886                | Richard Sears         | R. Livingston Beeckman | 4:6, 6:1, 6:3, 6:4        |
| 1887                | Richard Sears         | Henry Slocum           | 6:1, 6:3, 6:2             |
| 1888                | Henry Slocum          | Howard Taylor          | 6:4, 6:1, 6:0             |
| 1889                | Henry Slocum          | Quincy Shaw            | 6:3, 6:1, 4:6, 6:2        |
| 1890                | Oliver Campbell       | Henry Slocum           | 6:2, 4:6, 6:3, 6:1        |
| 1891                | Oliver Campbell       | Clarence Hobart        | 2:6, 7:5, 7:9, 6:1, 6:2   |
| 1892                | Oliver Campbell       | Fred Hovey             | 7:5, 3:6, 6:3, 7:5        |
| 1893                | Robert Wrenn          | Fred Hovey             | 6:4, 3:6, 6:4, 6:4        |
| 1894                | Robert Wrenn          | Manliffe Goodbody      | 6:8, 6:1, 6:4, 6:4        |
| 1895                | Fred Hovey            | Robert Wrenn           | 6:3, 6:2, 6:4             |
| 1896                | Robert Wrenn          | Fred Hovey             | 7:5, 3:6, 6:0, 1:6, 6:1   |
| 1897                | Robert Wrenn          | Wilberforce Eaves      | 4:6, 8:6, 6:3, 2:6, 6:2   |
| 1898                | Malcolm Whitman       | Dwight Filley Davis    | 3:6, 6:2, 6:2, 6:1        |
| 1899                | Malcolm Whitman       | Jahial Parmly Paret    | 6:1, 6:2, 3:6, 7:5        |
| 1900                | Malcolm Whitman       | William Larned         | 6:4, 1:6, 6:2, 6:2        |
| 1901                | William Larned        | Beals Wright           | 6:2, 6:8, 6:4, 6:4        |
| 1902                | William Larned        | Reginald Doherty       | 4:6, 6:2, 6:4, 8:6        |
| 1903                | Laurence Doherty      | William Larned         | 6:0, 6:3, 10:8            |
| 1904                | Holcombe Ward         | William Clothier       | 10:8, 6:4, 9:7            |
| 1905                | Beals Wright          | Holcombe Ward          | 6:2, 6:1, 11:9            |
| 1906                | William Clothier      | Beals Wright           | 6:3, 6:0, 6:4             |
| 1907                | William Larned        | Robert LeRoy           | 6:2, 6:2, 6:4             |
| 1908                | William Larned        | Beals Wright           | 6:1, 6:2, 8:6             |
| 1909                | William Larned        | William Clothier       | 6:1, 6:2, 5:7, 1:6, 6:1   |
| 1910                | William Larned        | Tom Bundy              | 6:1, 5:7, 6:0, 6:8, 6:1   |
| 1911                | William Larned        | Maurice McLoughlin     | 6:4, 6:4, 6:2             |
| 1912                | Maurice McLoughlin    | Wallace Johnson        | 3:6, 2:6, 6:2, 6:4, 6:2   |
| 1913                | Maurice McLoughlin    | Richard Williams       | 6:4, 5:7, 6:3, 6:1        |
| 1914                | Richard Williams      | Maurice McLoughlin     | 6:3, 8:6, 10:8            |
| 1915                | Bill Johnston         | Maurice McLoughlin     | 1:6, 6:0, 7:5, 10:8       |
| 1916                | Richard Williams      | Bill Johnston          | 4:6, 6:4, 0:6, 6:2, 6:4   |
| 1917                | Lindley Murray        | Nathaniel W. Niles     | 5:7, 8:6, 6:3, 6:3        |
| 1918                | Lindley Murray        | Bill Tilden            | 6:3, 6:1, 7:5             |
| 1919                | Bill Johnston         | Bill Tilden            | 6:4, 6:4, 6:3             |
| 1920                | Bill Tilden           | Bill Johnston          | 6:1, 1:6, 7:5, 5:7, 6:3   |
| 1921                | Bill Tilden           | Wallace Johnson        | 6:1, 6:3, 6:1             |
| 1922                | Bill Tilden           | Bill Johnston          | 4:6, 3:6, 6:2, 6:3, 6:4   |
| 1923                | Bill Tilden           | Bill Johnston          | 6:4, 6:1, 6:4             |
| 1924                | Bill Tilden           | Bill Johnston          | 6:1, 9:7, 6:2             |
| 1925                | Bill Tilden           | Bill Johnston          | 4:6, 11:9, 6:3, 4:6, 6:3  |
| 1926                | René Lacoste          | Jean Borotra           | 6:4, 6:0, 6:4             |
| 1927                | René Lacoste          | Bill Tilden            | 11:9, 6:3, 11:9           |
| 1928                | Henri Cochet          | Frank Hunter           | 4:6, 6:4, 3:6, 7:5, 6:3   |
| 1929                | Bill Tilden           | Frank Hunter           | 3:6, 6:3, 4:6, 6:2, 6:4   |
| 1930                | John Doeg             | Frank Shields          | 10:8, 1:6, 6:4, 1:6, 6:4  |
| 1931                | Ellsworth Vines       | George Lott            | 7:9, 6:3, 9:7, 7:5        |
| 1932                | Ellsworth Vines       | Henri Cochet           | 6:4, 6:4, 6:4             |
| 1933                | Fred Perry            | Jack Crawford          | 6:3, 11:13, 4:6, 6:0, 6:1 |
| 1934                | Fred Perry            | Wilmer Allison         | 6:4, 6:3, 1:6, 8:6        |
| 1935                | Wilmer Allison        | Sidney Wood            | 6:2, 6:2, 6:3             |
| 1936                | Fred Perry            | Don Budge              | 2:6, 6:2, 8:6, 1:6, 10:8  |
| 1937                | Don Budge             | Gottfried von Cramm    | 6:1, 7:9, 6:1, 3:6, 6:1   |
| 1938                | Don Budge             | Gene Mako              | 6:3, 6:8, 6:2, 6:1        |
| 1939                | Bobby Riggs           | Welby Van Horn         | 6:4, 6:2, 6:4             |
| 1940                | Don McNeill           | Bobby Riggs            | 4:6, 6:8, 6:3, 6:3, 7:5   |
| 1941                | Bobby Riggs           | Frank Kovacs           | 5:7, 6:1, 6:3, 6:3        |
| 1942                | Ted Schroeder         | Frank Parker           | 8:6, 7:5, 3:6, 4:6, 6:2   |
| 1943                | Joseph Hunt           | Jack Kramer            | 6:3, 6:8, 10:8, 6:0       |
| 1944                | Frank Parker          | Bill Talbert           | 6:4, 3:6, 6:3, 6:3        |
| 1945                | Frank Parker          | Bill Talbert           | 14:12, 6:1, 6:2           |
| 1946                | Jack Kramer           | Tom Brown              | 9:7, 6:3, 6:0             |
| 1947                | Jack Kramer           | Frank Parker           | 4:6, 2:6, 6:1, 6:0, 6:3   |
| 1948                | Pancho Gonzales       | Eric Sturgess          | 6:2, 6:3, 14:12           |
| 1949                | Pancho Gonzales       | Ted Schroeder          | 16:18, 2:6, 6:1, 6:2, 6:4 |
| 1950                | Arthur Larsen         | Herbert Flam           | 6:3, 4:6, 5:7, 6:4, 6:3   |
| 1951                | Frank Sedgman         | Vic Seixas             | 6:4, 6:1, 6:1             |
| 1952                | Frank Sedgman         | Gardnar Mulloy         | 6:1, 6:2, 6:3             |
| 1953                | Tony Trabert          | Vic Seixas             | 6:3, 6:2, 6:3             |
| 1954                | Vic Seixas            | Rex Hartwig            | 3:6, 6:2, 6:4, 6:4        |
| 1955                | Tony Trabert          | Ken Rosewall           | 9:7, 6:3, 6:3             |
| 1956                | Ken Rosewall          | Lew Hoad               | 4:6, 6:2, 6:3, 6:3        |
| 1957                | Mal Anderson          | Ashley Cooper          | 10:8, 7:5, 6:4            |
| 1958                | Ashley Cooper         | Mal Anderson           | 6:2, 3:6, 4:6, 10:8, 8:6  |
| 1959                | Neale Fraser          | Alex Olmedo            | 6:3, 5:7, 6:2, 6:4        |
| 1960                | Neale Fraser          | Rod Laver              | 6:4, 6:4, 9:7             |
| 1961                | Roy Emerson           | Rod Laver              | 7:5, 6:3, 6:2             |
| 1962                | Rod Laver             | Roy Emerson            | 6:2, 6:4, 5:7, 6:4        |
| 1963                | Rafael Osuna          | Frank Froehling        | 7:5, 6:4, 6:2             |
| 1964                | Roy Emerson           | Fred Stolle            | 6:4, 6:2, 6:4             |
| 1965                | Manuel Santana        | Cliff Drysdale         | 6:2, 7:9, 7:5, 6:1        |
| 1966                | Fred Stolle           | John Newcombe          | 4:6, 12:10, 6:3, 6:4      |
| 1967                | John Newcombe         | Clark Graebner         | 6:4, 6:4, 8:6             |
| Beginn der Open Era |                       |                        |                           |
| 1968                | Arthur Ashe           | Tom Okker              | 14:12, 5:7, 6:3, 3:6, 6:3 |
| 1969                | Rod Laver             | Tony Roche             | 7:9, 6:1, 6:2, 6:2        |
| 1970                | Ken Rosewall          | Tony Roche             | 2:6, 6:4, 7:62, 6:3       |
| 1971                | Stan Smith            | Jan Kodeš              | 3:6, 6:3, 6:2, 7:63       |
| 1972                | Ilie Năstase          | Arthur Ashe            | 3:6, 6:3, 6:71, 6:4, 6:3  |
| 1973                | John Newcombe         | Jan Kodeš              | 6:4, 1:6, 4:6, 6:2, 6:2   |
| 1974                | Jimmy Connors         | Ken Rosewall           | 6:1, 6:0, 6:1             |
| 1975                | Manuel Orantes        | Jimmy Connors          | 6:4, 6:3, 6:3             |
| 1976                | Jimmy Connors         | Björn Borg             | 6:4, 3:6, 7:69, 6:4       |
| 1977                | Guillermo Vilas       | Jimmy Connors          | 2:6, 6:3, 7:64, 6:0       |
| 1978                | Jimmy Connors         | Björn Borg             | 6:4, 6:2, 6:2             |
| 1979                | John McEnroe          | Vitas Gerulaitis       | 7:5, 6:3, 6:3             |
| 1980                | John McEnroe          | Björn Borg             | 7:64, 6:1, 6:75, 5:7, 6:4 |
| 1981                | John McEnroe          | Björn Borg             | 4:6, 6:2, 6:4, 6:3        |
| 1982                | Jimmy Connors         | Ivan Lendl             | 6:3, 6:2, 4:6, 6:4        |
| 1983                | Jimmy Connors         | Ivan Lendl             | 6:3, 6:72, 7:5, 6:0       |
| 1984                | John McEnroe          | Ivan Lendl             | 6:3, 6:4, 6:1             |
| 1985                | Ivan Lendl            | John McEnroe           | 7:61, 6:3, 6:4            |
| 1986                | Ivan Lendl            | Miloslav Mečíř         | 6:4, 6:2, 6:0             |
| 1987                | Ivan Lendl            | Mats Wilander          | 6:79, 6:0, 7:64, 6:4      |
| 1988                | Mats Wilander         | Ivan Lendl             | 6:4, 4:6, 6:3, 5:7, 6:4   |
| 1989                | Boris Becker          | Ivan Lendl             | 7:62, 1:6, 6:3, 7:64      |
| 1990                | Pete Sampras          | Andre Agassi           | 6:4, 6:3, 6:2             |
| 1991                | Stefan Edberg         | Jim Courier            | 6:2, 6:4, 6:0             |
| 1992                | Stefan Edberg         | Pete Sampras           | 3:6, 6:4, 7:65, 6:2       |
| 1993                | Pete Sampras          | Cédric Pioline         | 6:4, 6:4, 6:3             |
| 1994                | Andre Agassi          | Michael Stich          | 6:1, 7:65, 7:5            |
| 1995                | Pete Sampras          | Andre Agassi           | 6:4, 6:3, 4:6, 7:5        |
| 1996                | Pete Sampras          | Michael Chang          | 6:1, 6:4, 7:63            |
| 1997                | Patrick Rafter        | Greg Rusedski          | 6:3, 6:2, 4:6, 7:5        |
| 1998                | Patrick Rafter        | Mark Philippoussis     | 6:3, 3:6, 6:2, 6:0        |
| 1999                | Andre Agassi          | Todd Martin            | 6:4, 6:75, 6:72, 6:3, 6:2 |
| 2000                | Marat Safin           | Pete Sampras           | 6:4, 6:3, 6:3             |
| 2001                | Lleyton Hewitt        | Pete Sampras           | 7:64, 6:1, 6:1            |
| 2002                | Pete Sampras          | Andre Agassi           | 6:3, 6:4, 5:7, 6:4        |
| 2003                | Andy Roddick          | Juan Carlos Ferrero    | 6:3, 7:62, 6:3            |
| 2004                | Roger Federer         | Lleyton Hewitt         | 6:0, 7:63, 6:0            |
| 2005                | Roger Federer         | Andre Agassi           | 6:3, 2:6, 7:61, 6:1       |
| 2006                | Roger Federer         | Andy Roddick           | 6:2, 4:6, 7:5, 6:1        |
| 2007                | Roger Federer         | Novak Đoković          | 7:64, 7:62, 6:4           |
| 2008                | Roger Federer         | Andy Murray            | 6:2, 7:5, 6:2             |
| 2009                | Juan Martín del Potro | Roger Federer          | 3:6, 7:65, 4:6, 7:64, 6:2 |
| 2010                | Rafael Nadal          | Novak Đoković          | 6:4, 5:7, 6:4, 6:2        |
| 2011                | Novak Đoković         | Rafael Nadal           | 6:2, 6:4, 6:73, 6:1       |
| 2012                | Andy Murray           | Novak Đoković          | 7:610, 7:5, 2:6, 3:6, 6:2 |
| 2013                | Rafael Nadal          | Novak Đoković          | 6:2, 3:6, 6:4, 6:1        |
| 2014                | Marin Čilić           | Kei Nishikori          | 6:3, 6:3, 6:3             |
| 2015                | Novak Đoković         | Roger Federer          | 6:4, 5:7, 6:4, 6:4        |
| 2016                | Stan Wawrinka         | Novak Đoković          | 6:71, 6:4, 7:5, 6:3       |
| 2017                | Rafael Nadal          | Kevin Anderson         | 6:3, 6:3, 6:4             |
| 2018                | Novak Đoković         | Juan Martín del Potro  | 6:3, 7:64, 6:3            |
| 2019                | Rafael Nadal          | Daniil Medwedew        | 7:5, 6:3, 5:7, 4:6, 6:4   |
| 2020                | Dominic Thiem         | Alexander Zverev       | 2:6, 4:6, 6:4, 6:3, 7:66  |
| 2021                | Daniil Medwedew       | Novak Đoković          | 6:4, 6:4, 6:4             |
| 2022                | Carlos Alcaraz        | Casper Ruud            | 6:4, 2:6, 7:61, 6:3       |
| 2023                | Novak Đoković         | Daniil Medwedew        | 6:3, 7:65, 6:3            |
| 2024                | Jannik Sinner         | Taylor Fritz           | 6:3, 6:4, 7:5             |

## Mehrfache Sieger in der Open-Era
| Sieger         | Anzahl Siege | Jahre                        |
| -------------- | ------------ | ---------------------------- |
| Jimmy Connors  | 5            | 1974, 1976, 1978, 1982, 1983 |
| Pete Sampras   | 5            | 1990, 1993, 1995, 1996, 2002 |
| Roger Federer  | 5            | 2004–2008                    |
| John McEnroe   | 4            | 1979–1981, 1984              |
| Novak Đoković  | 4            | 2011, 2015, 2018, 2023       |
| Rafael Nadal   | 4            | 2010, 2013, 2017, 2019       |
| Ivan Lendl     | 3            | 1985–1987                    |
| Andre Agassi   | 2            | 1994, 1999                   |
| Stefan Edberg  | 2            | 1991, 1992                   |
| Patrick Rafter | 2            | 1997, 1998                   |